# 脸部移植
脸部移植，指通过医学手段置换部分或全部脸部的手术。全球首例部分脸部移植于2005年在法国实施。首例全脸移植则于2010年在西班牙完成。